# Susan Anton

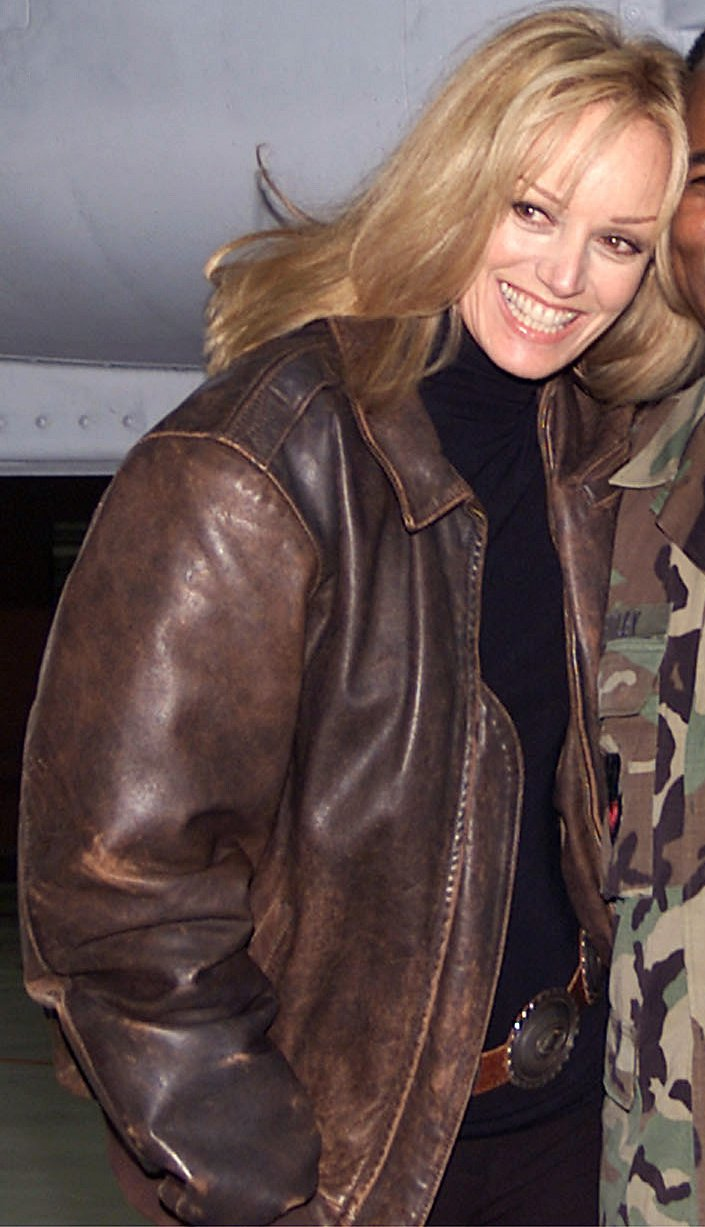
Susan Anton (Dez. 2001)

Susan Anton (* 12. Oktober 1950 als Susan Ellen Anton in Oak Glen, Kalifornien) ist eine US-amerikanische Sängerin und Filmschauspielerin. In Europa ist sie durch ihre Rolle als Jackie Quinn in der Serie Baywatch bekannt geworden.

## Leben
Der erste große Erfolg ihrer Karriere war der erste Platz bei der Wahl zur Miss Kalifornien im Jahre 1969. Damit durfte sie auch an der Wahl zur Miss America teilnehmen; dort konnte sie einen dritten Platz belegen. In den folgenden Jahren modelte sie und machte unter anderem Werbung für die Zigarrenmarke Muriel.
1973 spielte sie in dem dramatischen Fernsehfilm The Great American Beauty Contest an der Seite von Farrah Fawcett und Robert Cummings. Zahlreiche Rollen im Fernsehen folgten, bevor sie 1978 mit Country-Star Mel Tillis eine eigene Fernsehshow bekam. Ungefähr zur gleichen Zeit veröffentlichte Anton ihre erste Single Listen To My Smile bei Columbia Records. Die Ballade war kein Erfolg. Im Jahr darauf erhielt sie in der Serie Cliffhangers: Stop Susan Williams eine Hauptrolle.
Der Film Golden Girl sollte Anton 1979 den großen Durchbruch bescheren. Darin spielt sie Goldine Serafin, eine Sprintläuferin, die als Kind mit Wachstumshormonen behandelt wurde. Sie erringt drei Medaillen bei den Olympischen Spielen in Moskau, verliert aber Vater, Gesundheit und Geliebten. Da die Amerikaner die Olympischen Spiele 1980 in Moskau boykottierten, war die Handlung für das Kino nicht mehr aktuell und der Film floppte. Variety urteilte: „‚Goldengirl‘ ist amüsant schlecht. Der zentrale Fehler des Films ist Anton, die zwischen Roboter, Landmädchen und Schizophrener zu schwanken scheint. Ihr Filmdebüt ist bestenfalls vergessenswert, wobei Anton wenig tut, um das rätselhafte Drehbuch aufzuklären. (Her screen debut is at best, forgettable, with Anton doing little to clear up the mystifying script.)“ Ursprünglich soll Golden Girl als Mini-Serie für das Fernsehen geplant gewesen sein. Trotzdem brachte der Film Anton eine Nominierung bei den Golden Globes in der Kategorie Beste Nachwuchsdarstellerin ein. Im Filmabspann ist der Song Slow Down I'll Find You, interpretiert von Anton, zu hören, den Bill Conti geschrieben hat.
1980 unterzeichnete Anton einen Plattenvertrag bei dem kleinen Label Scotti Brothers. Noch im gleichen Jahr hatte sie einen großen Hit in den amerikanischen Charts: Das Duett Killin' Time mit Fred Knoblock erreichte # 28 in den Pop- und # 10 in den Country-Charts. 1981 wurde dann das gleichnamige Debüt-Album von Anton veröffentlicht, dass allerdings bis auf den japanischen Markt ein kommerzieller Reinfall war. Auf dem Werk, das sowohl Pop, Country als auch Disco-Songs enthält, ist unter anderem eine Cover-Version der Waylon-Jennings-Ballade Dreaming My Dreams With You enthalten. Der dancelastige Song Foxy wurde in Japan erfolgreich als Single veröffentlicht. Außerdem wurde im Laufe der 80er Jahre Killin' Time in einer kleinen Auflage als CD für den japanischen Markt wiederveröffentlicht.
Ihre Gesangskarriere ließ in den folgenden Jahren stark nach: Wiederum nur in Japan erschien die Single This Young Girl's Heart, international floppte 1984 der Song Jericho. Im Filmbereich sah es wechselhaft aus: 1982 spielte sie in dem kaum beachteten Film Spring Fever an der Seite des kanadischen Tennis-Nachwuchsstars Carling Bassett. 1984 war sie in ihrem größten Kinoprojekt Auf dem Highway ist wieder die Hölle los zu sehen. Beide Filme, aber besonders Highway, erhielten vernichtende Kritiken und Anton wurde sogar für die Goldene Himbeere nominiert.
Danach konzentrierte sich Anton auf zahlreiche Rollen im Fernsehen, spielte am Broadway (u. a. Hurlyburly, All Shook Up und The Will Rodgers Follies) und feierte 1992 ein Comeback mit der immens erfolgreichen Serie Baywatch. Als Jackie Quinn durfte sie bis 1994 mitspielen. In Kino-Produktionen war sie bis dahin nur noch sporadisch zu sehen. Dafür veröffentlichte sie ein eigenes Fitness-Video (Slimatics: Fat Burner Workout) und blieb auch ihren musikalischen Ambitionen treu.
Von Januar 1996 bis Juli 2000 war sie als Showmaster der „Great Radio City Music Hall Spectacular“ am Flamingo Hilton in Las Vegas tätig, nachdem sie vorher mit der Show auf Tour war. Mit über 5000 Vorführungen war dies eine der langlebigsten Produktionen in Las Vegas. Bis heute tritt sie regelmäßig in Las Vegas auf, wo sie als Gesangsstar nach wie vor sehr gefragt ist. Im Jahre 2000 erschien nach 20 Jahren ihr zweites Album, der Live-Mitschnitt One Night. 2006 wurde sie in Las Vegas für das Musical Hairspray verpflichtet.
Von April bis Mai 2018 war sie im Musical Jerry’s Girls im Wick Theatre im floridianischen Boca Raton zu sehen.

## Privat
Anton war von 1975 bis 1979 mit Jack Stein verheiratet. Anfang der 1980er Jahre war sie einige Jahre mit dem Schauspieler und Musiker Dudley Moore liiert. Erst 1992 vermählte sie sich erneut: mit dem Schauspieler, Produzenten und Drehbuchschreiber Jeff Lester, der auch in Baywatch mitspielte.